# Liste der Monuments historiques in Les Grangettes
Die Liste der Monuments historiques in Les Grangettes führt die Monuments historiques in der französischen Gemeinde Les Grangettes auf.

## Liste der Immobilien
| Bezeichnung              | Beschreibung                                                               | Standort                                 | Kennzeichnung | Schutzstatus | Datum | Bild           |
| ------------------------ | -------------------------------------------------------------------------- | ---------------------------------------- | ------------- | ------------ | ----- | -------------- |
| Maison de Monte au Lever | Villa, 1910 erbaut, Ausmalung durch Auguste Morisot; mit den Nebengebäuden | 3 chemin du Monte au Lever (Lage)        | PA25000035    | Inscrit      | 2003  | weitere Bilder |
| Friedhofskreuz           | Schmiedeeisen, Steinsockel, 1761 errichtet                                 | Rue de l’Église, auf dem Friedhof (Lage) | PA25000105    | Inscrit      | 2023  |                |

## Liste der Objekte
| Bezeichnung              | Beschreibung                                                 | Standort                                          | Kennzeichnung | Schutzstatus | Datum | Bild |
| ------------------------ | ------------------------------------------------------------ | ------------------------------------------------- | ------------- | ------------ | ----- | ---- |
| Hauptaltar               | Retabel; Holz, farbig gefasst und vergoldet, 18. Jahrhundert | in der Kirche Nativité-de-St-Jean-Baptiste (Lage) | PM25000796    | Classé       | 1938  |      |
| Gemälde Madonna mit Kind | Ölfarbe auf Leinwand, 17. Jahrhundert; nach Guido Reni       | in der Kirche Nativité-de-St-Jean-Baptiste (Lage) | PM25000797    | Classé       | 1975  |      |
| Kanzel                   | Eichenholz, 18. Jahrhundert                                  | in der Kirche Nativité-de-St-Jean-Baptiste (Lage) | PM25000798    | Classé       | 1975  |      |
| Reliquiar                | Silber, Ende des 18. Jahrhunderts                            | in der Kirche Nativité-de-St-Jean-Baptiste (Lage) | PM25002157    | Inscrit      | 1999  |      |
| Pyxis                    | Silber, 18. Jahrhundert                                      | in der Kirche Nativité-de-St-Jean-Baptiste (Lage) | PM25002158    | Inscrit      | 1999  |      |